# Filip Kaczyński
Filip Roman Kaczyński (ur. 19 listopada 1987 w Suchej Beskidzkiej) – polski polityk i urzędnik samorządowy, poseł na Sejm VII, IX i X kadencji (2015, od 2019).

## Życiorys
W 2010 uzyskał licencjat z politologii w Wyższej Szkole Turystyki i Ekologii w Suchej Beskidzkiej. Ukończył też studia podyplomowe Master of Business Administration w Wyższej Szkole Biznesu – National Louis University w Nowym Sączu. Pracował w urzędzie miejskim w Wadowicach i starostwie powiatu wadowickiego.
Działacz Prawa i Sprawiedliwości. Obejmował funkcje przewodniczącego struktur partii w Wadowicach, członka zarządu okręgowego i jej pełnomocnika w powiecie wadowickim. W latach 2017–2021 sprawował funkcję przewodniczącego młodzieżówki Forum Młodych PiS w okręgu chrzanowskim. W 2017 został przewodniczącym Obwodowego Zespołu Samorządowego Prawa i Sprawiedliwości. W 2021 zastąpił Mariana Sołtysiewicza na stanowisku prezesa oddziału powiatowego Związku Ochotniczych Straży Pożarnych RP w Wadowicach.
W wyborach w 2011 z listy Prawa i Sprawiedliwości bez powodzenia kandydował do Sejmu w okręgu chrzanowskim, otrzymując 4325 głosów. W wyborach samorządowych w 2014 kandydował do sejmiku małopolskiego, nie uzyskując mandatu radnego. 9 września 2015 objął mandat posła na Sejm VII kadencji, zastępując Krzysztofa Szczerskiego. W wyborach z 25 października 2015 nie uzyskał poselskiej reelekcji. 23 listopada 2015 objął natomiast zwolniony przez Jarosława Szlachetkę mandat radnego sejmiku. W 2018 został wybrany na radnego wojewódzkiego VI kadencji, uzyskując poparcie 38 702 wyborców (4. wynik w województwie). W sejmiku objął funkcję przewodniczącego Komisji Edukacji, Kultury Fizycznej, Sportu i Turystyki.
W wyborach w 2019, startując z 12. miejsca na liście PiS w okręgu chrzanowskim, uzyskał mandat posła IX kadencji, otrzymując 14 731 głosów (3. wynik wśród kandydatów partii w tym okręgu). W Sejmie został członkiem Komisji Administracji i Spraw Wewnętrznych, Komisji Finansów Publicznych oraz Komisji Polityki Senioralnej (w 2021 objął funkcję jej wiceprzewodniczącego). Został także sekretarzem Sejmu.
W wyborach w 2023 z powodzeniem ubiegał się o poselską reelekcję (z wynikiem 18 285 głosów). Ponownie został sekretarzem Sejmu.

## Wyniki w wyborach ogólnopolskich
| Wybory | Komitet wyborczy   | Komitet wyborczy       | Organ             | Okręg | Wynik        |
| ------ | ------------------ | ---------------------- | ----------------- | ----- | ------------ |
| 2011   |                    | Prawo i Sprawiedliwość | Sejm VII kadencji | nr 12 | 4325 (1,81%) |
| 2015   | Sejm VIII kadencji | Prawo i Sprawiedliwość | 2390 (0,88%)      | nr 12 |              |
| 2019   | Sejm IX kadencji   | Prawo i Sprawiedliwość | 14 731 (4,66%)    | nr 12 |              |
| 2023   | Sejm X kadencji    | Prawo i Sprawiedliwość | 18 285 (5,01%)    | nr 12 |              |